# آرجون رامپال
آرجون رامپال (انگلیسی: Arjun Rampal؛ زاده ۲۶ نوامبر ۱۹۷۲) هنرپیشه و مدل معروف اهل هند است. رامپال براساس ظاهر جذاب و بازیگری اش طرفداران زیادی دارد. رسانه ها از او به عنوان یک بازیگر همه کاره و محبوب یاد می کنند. او به عنوان "مطلوب ترین مرد "روزنامه تایمز هند در سال ۲۰۱۲ انتخاب شد و ۴۹ مرد دیگر از جمله بازیگران، سیاستمداران و ورزشکاران را شکست داد.
از فیلم‌ها یا برنامه‌های تلویزیونی که وی در آن نقش داشته‌است می‌توان به ام شنتی ام و خانه شلوغ اشاره کرد.
وی همچنین برنده جوایزی همچون جوایز فیلم‌فیر شده‌است.

## فیلم‌شناسی
فهرست برخی از فیلم‌هایی که آرجون رامپال در آنها به ایفای نقش پرداخته‌است:
- نجات (۲۰۰۱)
- جنون (۲۰۰۱)
- عشق علاقه محبت (۲۰۰۱)
- چشم‌ها (۲۰۰۲)
- قلبم متعلق به توست (۲۰۰۲)
- رشته محبت (۲۰۰۳)
- تهذیب (۲۰۰۳)
- غیرممکن (۲۰۰۴)
- وعده (۲۰۰۵)
- اعلان (۲۰۰۵)
- یقین (۲۰۰۵)
- یک اجنبی (۲۰۰۵)
- دوستت دارم (۲۰۰۶)
- ترسیدن ضروری است (۲۰۰۶)
- هرگز نگو خداحافظ (۲۰۰۶)
- دان: تعقیب دوباره آغاز می‌شود (۲۰۰۶)
- متفاوت (۲۰۰۶)
- می‌بینمت (۲۰۰۶)
- سفر ماه عسل با پی‌وی‌تی.ال‌تی‌دی (۲۰۰۷)
- ام شنتی ام (۲۰۰۷)
- راک آن!! (۲۰۰۸)
- آخرین شاه‌لیر (۲۰۰۸)
- ایمی (۲۰۰۸)
- روباه (۲۰۰۹)
- خانه شلوغ (۲۰۱۰)
- راجنیتی (۲۰۱۰)
- ما خانواده هستیم (۲۰۱۰)
- اراذل (۲۰۱۱)
- را. یک (۲۰۱۱)
- دام (۲۰۱۲)
- هروئین (۲۰۱۲)
- دی-دی (۲۰۱۳)
- ساتیاگراها (۲۰۱۳)
- روی (۲۰۱۵)
- راک آن ۲ (۲۰۱۶)
- داستان ۲ (۲۰۱۶)
- جوخه (۲۰۱۸)
- جان‌سخت (۲۰۲۲)